# Fred-Günter Schroeder
Fred-Günter Schroeder (n. 1930) es un botánico alemán. Fue profesor de la Universidad de Gotinga, donde ocupó la cátedra de Sistemática Vegetal.

## Honores
Miembro de
- Junta ampliada de la Sociedad Alemana de Dendrología[2]

## Obras
- fred-günter Schroeder. 1998. Lehrbuch der Pflanzengeographie. Volumen 8143 de UTB für Wissenschaft. Editor Quelle & Meyer, 457 pp. ISBN 3825281434

- heinz Ellenberg, fred-günter Schroeder. 1983. Festschrift Prof. h.c. mult. Heinz Ellenberg zum 70. Geburtstag am 1. August 1983. Editor Floristisch-soziologische Arbeitsgemeinschaft, 563 pp.

- fred-günter Schroeder. 1968. Amelanchier-Arten als Neophyten in Europa: Mit e. Beitr. zur Soziologie d. Gebüschgesellschaften saurer Böden. Editor	naturwiss. F., Hab.-Schr. 133 pp.

- herbert Hesmer, fred-günter Schroeder. 1963. Waldzusammensetzung und Waldbehandlung im Niedersächsischen Tiefland westlich der Weser und in der Münsterschen Bucht bis zum Ende des 18. Volumen 11 de Decheniana / Decheniana-Beihefte. Editor Naturhistor. Verein, 304 pp.

- fred-günter Schroeder. 1955. Pollenanalytische Untersuchung zur Vegetationsgeschichte des Heiligen Meeres bei Hopsten. Editor	naturwiss. F.

- La abreviatura «F.G.Schroed.» se emplea para indicar a Fred-Günter Schroeder como autoridad en la descripción y clasificación científica de los vegetales.[3]